# Етрополе
Етрополе е град в Западна България. Градът е административен център на община Етрополе в Софийска област.

## География
Град Етрополе е разположен в живописната котловина на река Малки Искър, в северните склонове на Стара планина, в подножието на връх Баба (1787 м). Етрополската котловина е обградена от величествените старопланински върхове – Звездец, Шиндарника, Свети Атанас, Мара Гидия и др. Надморската височина на котловината е 620 м. По данни на ГРАО към 15 март 2024 г. в града живеят 10 082 души по настоящ адрес и 10 723 души по постоянен адрес.

## История
Етрополе има над 2500-годишна история. Възниква през VII – VI век пр.н.е. Първите му заселници са траките от племето трибали. Селището много векове се намира на важен кръстопът, свързващ Дунав с Македония и Тракия, в близост до 2 важни старопланински прохода – Етрополски (през дн. с. Стъргел за София) и Златишки (за Тракия и Беломорието).
По пътя Етрополе – Златица (Златишки проход), на връщане към Древна Македония, след успешния си поход срещу скитите, преминават и войските на цар Филип II Македонски през 339 г. пр. Хр. Тогава трибалите ги пресрещат в планинските клисури, предявяват претенции към плячката, носена от македонците, сражават се за нея, и след като раняват самия Филип II Македонски, я задигат.
По-късно оттам преминават и Александър Велики (през 335 г. пр.н.е. идва да отмъсти за баща си и преследва трибалите чак до Дунава, където те се спасяват на остров), келтите и римски легиони.
През Средновековеито оттам преминават редица военни походи: ромейският император Исак II Ангел, който повел войските си през 1188 г. срещу укрепилите се в Ловеч Асеневци; търновските царе при военните им кампании в Македония (напр. Михаил III Шишман в 1330 г.) и др.
Местоположението и природните условия на района благоприятстват стопанското развитие и търговията още в най-древни времена. Археологическите свидетелства – македонски и гръцки монети, образци от гръцка керамика, луксозни предмети и накити, сочат ранно установяване на търговски обмен с далечни пазари – Финикия и Египет.
През XVI – XVII век градът се развива като важен рударски и занаятчийски център. Добиват се желязо, мед, злато и сребро.
През XVI век в Етрополе се заселват опитни рудари саксонци, които въвеждат нова технология в рударството – чуковете самокови.
Разработването на рудните залежи стимулира бурното развитие на редица занаяти, свързани с обработването на метали – ковачество, медникарство, ножарство, златарство, тюфекчийство.
Много добре се развиват обущарството, грънчарството, бъкличарството, гайтанджийството, кожарството и кожухарството, мутафчийството, въглищарството, тепавичарството и още много други. Според архивни данни от 1820 г. в Етрополе са изброени 42 занаята.
Занаятчийско-търговските връзки на града били предимно с Пловдив, Плевен, София, Свищов, Ловеч и др. Извън пределите на страната се изнасяли стоки за Виена, Будапеща, Цариград, Александрия, Одрин, Букурещ, Битоля, Русия, Австро-Унгария.
Стопанският възход на селището създава условия за развитие на просвета и книжовност. През XVI – XVII век в манастира „Св. Троица“ („Варовитец“), разположен в живописен кът на 5 km югоизточно от града, възниква Етрополската книжовно-просветна и калиграфско-художествена школа. Там се преписва библейска и богослужебна книжнина със собствен оригинален стил на изписване и украса. Запазени са 76 тома ръкописи – безценни документи в съкровищницата на българската литература.
През 1613 г. в манастира се създава килийно училище. В края на XVIII век такива училища се основават в града, в църквите и метосите на Рилския, Зографския, Гложенския и Черепишкия манастир. През 1811 г. в Етрополе е открито обществено килийно училище.
През 1828 – 1830 г. е построена една от първите в страната училищни сгради, пригодени за взаимно училище. Етрополските първенци – търговци и занаятчии, построяват мъжко и девическо класно училище, красиви жилищни и стопански сгради и допринасят за разширяването и благоустрояването на града.
Бурното развитие на просветното дело оказва значителен тласък в културното повдигане на близки и далечни селища. Десетки граматици, даскали и учители от Етрополе или получили своето образование тук, разнасят знания, просвета и култура из българските земи.
През 1865 г. Мидхат паша построява през прохода Арабаконак нов главен път от София за Северна България (Плевен и Русе). Разположеното до пътя с. Самунджиево става важен пункт, бързо се разраства, обявено е за град и прекръстено на Орхание (дн. Ботевград). Преди това векове наред разположено на важен кръстопът, а след 1865 г. – на 15 km встрани от главния път, Етрополе започва постепенно да губи влиянието си и остава малък град.
Безспорен принос за развитието на просветното дело в Етрополе има Тодор Пеев (1842 – 1904) – учител, революционер, книжовник и журналист, една от видните личности на Възраждането в страната, оставил светла диря в националната история.
С личното участие на Васил Левски през 1870 г. е основан революционен комитет.
Етрополе играе важна роля и в Руско-турската освободителна война (1877 – 1878 г.). След падането на Плевен руските войски се насочват към София. Турците обаче, укрепили се (вж. Битката при Арабаконак) на позицията Арабаконак – Шиндарника, блокират Орханийския, Етрополския и Златишкия проход, водещи към София и Пловдив. Руското командване определя Етрополе като важна стратегическа позиция и изходен пункт за тези проходи. На 24 ноември 1877 г. III гвардейска пехотна дивизия (с командир генерал-майор Виктор Дандевил) от Западния руски отряд на генерал-лейтенант Йосиф Гурко превзема Етрополе (вж. Боевете при Етрополе) и донася Свободата. Оттам в продължение на 40 дни ръководи зимното преминаване на Стара планина. Много етрополци и жители на околните селища помагат на руската армия – в техническа поддръжка, разузнаване, снабдяване и др.

## Население
Брой на населението според преброяванията през годините:
| \| Година на преброяване \| Численост \| \| --------------------- \| --------- \| \| 1934 \| 9417 \| \| 1946 \| 10 509 \| \| 1956 \| 11 768 \| \| 1965 \| 13 757 \| \| 1975 \| 14 262 \| \| 1985 \| 15 180 \| \| 1992 \| 15 178 \| \| 2001 \| 13 733 \| \| 2011 \| 12 047 \| \| 2021 \| 10 394 \| |           |
| Година на преброяване | Численост |
| 1934 | 9417      |
| 1946 | 10 509    |
| 1956 | 11 768    |
| 1965 | 13 757    |
| 1975 | 14 262    |
| 1985 | 15 180    |
| 1992 | 15 178    |
| 2001 | 13 733    |
| 2011 | 12 047    |
| 2021 | 10 394    |

Етническият състав включва 9636 българи и 127 цигани. В общината преобладават православните християни.

## Управление
В града има организации на няколко политически партии: БСП, ГЕРБ, СДС, ДСБ, БАСТА и други.

## Инфраструктура

### Училища
- ОУ „Христо Ботев“
- СУ „Христо Ясенов“
- ПГ „Тодор Пеев“

## Култура
Етрополското читалище „Тодор Пеев – 1871“ е културното средище на града. Читалището разполага с голям салон от 700 места, малък салон – 150 места, многофункционална зала, библиотека, репетиционни зали, гримьорни, реквизит и административни кабинети. През годините са създавани различни школи, оркестри и състави, някои от които съществуват и до наши дни:
- „Етрополска духова музика“ – духов оркестър, основан през 1934 г.
- Фолклорен ансамбъл „Балканска младост“ с танцов състав, основан през 1946 г.
- Детски музикални школи, основани 1955 г.: по цигулка, акордеон, пиано и солфеж, народни инструменти (гъдулка, гайда, кавал, тамбура и тъпан)
- Театрална трупа „Михаил Пенчев“
- Народни хорове, естрадно сатиричен състав и вокално инструментални състави.

В Етрополе има исторически музей, разположен в бивш конак от времето на Османското владичество. Сградата е строена през 1853 – 1870 г. от етрополските майстори Дено и Цветко и е архитектурен паметник на културата. Експозицията на музея представя богатото културно – историческо наследство на община Етрополе в експозиционни зали: Археология, Етнография, Занаяти XVI - XVII в., Занаяти XVIII - XIX в., Занаяти ХІХ в.-ср. ХХ в., Просветно дело, Етрополска калиграфско-художествена школа от XVII в., Националноосвободителни борби, Видни етрополци и Дарителство. Показани са над 1200 културни ценности, много фотоси и документи. Исторически музей – гр. Етрополе е включен в Движението „Опознай България – 100 национални туристически обекта“ под № 63.
В града има 4 църкви, а разположението им една спрямо друга е във формата на кръст, който се вярва, че закриля града от беди. Четирите църкви са: „Свети Архангел Михаил“, построена през XVII век, църквата „Свети Георги“, изградена през XVII век, църква „Свети Илия“ и църквата „Света Петка“, построена през XIX век. В града има и параклис „Свети Николай“, построен през 2001 година в района на разрушената по-стара църква от комунистическия режим. През 1909 година е построена църква в чест на свети Николай Мирликийски, а през 1936 година около нея е изграден парк. Църквата е разрушена от комунистическия режим през 1984 година, за да бъде построен хотел „Еверест“.
Часовниковата кула в Етрополе е построена през 1710 г. като отбранителна и впоследствие преустроена в часовникова (1821 г.). Кулата е реставрирана, часовникът работи и до днес, а точно в 12:00 часа всеки ден от него звучи песента на Тодор и Марияна Трайчеви „Стари къщи“, която е по текст на етрополеца Георги Билев.
В града са и останките на известната средновековна кула, наречена още „Еврейската кула“ или „Колото“. Строена около XVI или XVII век за нуждите на пристигащите в града евреи-търговци.
Хълмистата местност Прогон е разположена на 4 – 5 км от град Етрополе. По време на Руско-турската война (1877 – 1878) там е разположен щабът на руските войски начело с генерал Дандевил, откъдето е даден първият топовен залп, известяващ началото на тридневните боеве за Етрополе от 10 – 12 ноември 1877 г. На хълма е построен паметник в чест на загиналите руски воини. Има и ретранслатор за TV и мобилни оператори.

### Етрополски манастир
На 5 км източно от Етрополе, по северните склонове на старопланинския Черни връх, върху бигорна скала се извисява един от най-красивите български манастири – Етрополският манастир „Света Троица“, известен още с името „Варовитец“.
Икономическото благосъстояние на будните и горди балканджии, стопанският възход на Етрополе като важен рударски център, са предпоставка през XVI в. – XVII в. в града и в манастира „Света Троица“ да възникне и процъфти Етрополската книжовна и калиграфско – художествена школа, която няма аналог по българските земи през тази епоха. Интензивният живот, който е кипял в Етрополската котловина през XVI в. – XIX в. създава условия за широко развитие на книжовна и просветна дейност, която е една от онези духовни крепости, които оставят ярка и трайна следа в историята на българската култура и просвещение.
За древната история на светата обител една от легендите говори, че тук Иван Рилски се установил в търсене на усамотение и покой и основал пустинножителството си в една от пещерите в местността Варовитец. Близостта на това място с будното и активно рударско селище го принуждава да напусне и да отиде в Рила планина, за да бъде далеч от всеки шум и суета. Населението на Етрополе приело мястото за свято и основало там манастира „Света Троица“.
Историята на манастира през ХІІІ в. – XIV в. е свързана с две предания. Първото предание разказва, че манастирът бил посетен от цар Калоян и царица Целгуба, която след убийството на царя станала монахиня именно в манастира „Варовитец“. Оттук после я взел цар Борил. Второто предание разказва, че в Етрополския манастир бил заточен патриарх Василий.
По време на националноосвободителните борби в Етрополския край в манастира голям бунтар и борец за национална свобода бил легендарният за Етрополския край игумен Хрисант, роден през 1834 г. в Трявна. В началото на 1856 г. той напуска родното си място и след кратко послушничество в Етрополския манастир, на 25 март 1862 г. приема монашество под името Хрисант.
През 1867 г. без знанието на манастирското братство, той укрива в килията си някои от ранените четници на Панайот Хитов, участвали в сражението в местността „Хаджийца“. Той бил известен като народен лечител и самоук „правач“. Много сполучливо лекувал и намествал счупени кости и изкълчвания.
Игумен Хрисант неведнъж е посрещал Апостола на свободата Васил Левски в Етрополския манастир, където и до ден днешен може да се види неговото скривалище.
През есента на 1870 г. Хрисант участва в основаването на местния революционен комитет в къщата на видния етрополец Тодор Пеев, съратник на Ботев и Левски. През 1879 г. игумен Хрисант бил предложен за депутат в Учредителното Народно събрание, но по неизвестни причини отказал. До края на живота си издирвал ръкописи от Етрополската книжовна школа и ревностно пазел богатството на манастирската библиотека. Напуснал този свят на 22 декември 1905 г. тихо и достойно.
До манастира се намира Етрополски водопад „Варовитец“.

### Спорт
Футболният клуб на град Етрополе се казва Чавдар (Етрополе), играе в Трета аматьорска футболна лига.

### Празници
- „Пеене на пръстените“ – 13 – 14 януари.
- Св. Атанас – организира се през последната неделя на януари. Това е стар тракийски празник, възникнал е през второто хилядолетие преди новата ера, и е съхранен и запазен във времето от етрополци. Свързан е с изпращането на зимата и посрещането на пролетта.
- Петровден – празник на град Етрополе – 29 юни.
- Празник на етрополските зетьове – организира се през 4 г. към края на юни, когато е и празникът на града Петровден.
- Освобождението на Етрополе от османско владичество – 24 ноември.

## Известни личности
Родени в Етрополе

### Преди XX век
- Александър Тацов (1878 – 1940), учител, училищен директор, общественик и историк. Секретар на Столична община 1924 – 1932 г.
- Бончо Василев (1872 – 1937), български революционер и офицер
- Григор Спасов (Гошо или Григорий Спасов) (1838 – 1887), секретар на градския революционен комитет, търговец, книжовник и пръв кмет на Етрополе след Освобождението
- Иван Кючуков (1881 – 1944), генерал-майор, убит от комунистическата власт
- Кръсто В. Реждилов (1884 – ?), революционер от ВМОРО, четник на Петър Апостолов[6]
- Михаил Арнаудов (1848 – 1893), свещеник
- Павел Калпакчиев (1867 – 1929), индустриалец
- Павел Христов (1859 – 1921), български генерал от пехотата
- Симеон Кръстев Арнаудов(1848 – 1868), четник от четата на Хаджи Димитър, загинал в местността Дълги дол до Вишовград.
- Тодор Пеев (1842 – 1904), революционер
- Христо В. Бръмбаров (1847 – 1877), ботев четник
- Христо Вълчев (1867 – ?), български военен деец, генерал-майор
- Христо Данчев (1886 – 1935), български военен деец, генерал-майор
- Христо Калпакчиев (1864 – 1920), индустриалец
- Христо Ст. Клинков (ок. 1842), ботев четник
- Христо х. П. Моцов (ок. 1845), ботев четник
- Христо Ясенов (1889 – 1925), поет

#### През XX и XXI век
- Александър Герчев (1930 – 1997), лекар-ортопед, професор, член-кореспондент на БАН
- Борис Велчев (1914 – 1995) – политик от БКП, член на Политбюро на ЦК на БКП
- Валентин Петров (1959), генерал от МВР, политик
- Георги Павлов (1921 – 1989), политик от БКП, министър, партизанин
- Димитър Димитров, Началник на НСО(2007 – 2012), кмет на Етрополе
- Михаил Пенчев (1926 – 1996), режисьор
- Христо Христов (1967), разследващ журналист, автор на 5 книги
- Янко Янков (1924 – 1989), кинорежисьор, сценарист и актьор.

Други
- Данчо Кирков (1939 – 2007), културен деец, поет и писател, артист и учител
- Калина Малина (1898 – 1979), поетеса, учителка в града през 1918 – 1921 г.